# حبو (آيت علي أو موسى)
حبو هو دُوَّار يقع بجماعة أربعاء تاوريرت، إقليم الحسيمة، جهة طنجة تطوان الحسيمة في المملكة المغربية. ينتمي الدوّار لمشيخة آيت علي أو موسى التي تضم 3 دواوير. يقدر عدد سكانه بـ 459 نسمة حسب الإحصاء الرسمي للسكان والسكنى لسنة 2004.

## روابط خارجية
- البوابة الوطنية للجماعات الترابية نسخة محفوظة 12 مارس 2018 على موقع واي باك مشين.
- المندوبية السامية للتخطيط